# Szentmindszent
Szentmindszent (1899-ig Kaczvin, lengyelül Kacwin [kaʦvʲin]) falu Lengyelországban, az egykori Nowy Sącz, a mai Kis-lengyelországi vajdaságban.

## Fekvése
Szepesófalutól 5 km-re nyugatra, az azonos nevű patak völgyében.

## Nevének eredete
Nevét a Mindenszentek tiszteletére szentelt római katolikus templomáról kapta.

## Története
A falu a 14. században már létezett: 1320-ban említik először.
A 18. század végén Vályi András így ír róla: „KACZVING. Magyar falu Szepes Várm. földes Ura Horvát, és Palocsai Uraság, lakosai katolikusok, fekszik Alsó Labshoz nem meszsze, mellyhez határbéli tulajdonságai majd hasonlók.”
Fényes Elek 1851-ben kiadott geográfiai szótárában így ír a faluról: „Kaczvink, tót falu, Szepes vmegyében, Ófaluhoz 3/4 órányira: 1001 kath., 4 zsidó lak. Kath. par. templom. Marha- és juh-tenyésztés. Gyolcs-csinálás. Vizimalom. F. u. b. Palocsay. Ut. p. Lubló.”
A trianoni diktátumig Szepes vármegye Szepesófalui járásához tartozott.

## Népessége
Ma 1150 lakosa van.

## Látnivalók
- Mindenszenteknek szentelt római katolikus temploma a 15. században épült, később barokk stílusban felújították.
- A faluban 200 éves malom és nagy vízesés is látható.